# ۴۳۳ (پیش از میلاد)
۴۳۳ (پیش از میلاد) ۴۳۳مین سال قبل از تقویم میلادی است.